# Villalba de los Barros
Villalba de los Barros község Spanyolországban, Badajoz tartományban. Villalba de los Barros Aceuchal, Fuente del Maestre, Feria, La Parra, Santa Marta, Corte de Peleas és Solana de los Barros községekkel határos. Lakosainak száma 1447 fő (2024).

## Népesség
A település népessége az utóbbi években az alábbiak szerint változott:
| Lakosok száma | 1721 | 1682 | 1704 | 1654 | 1643 | 1588 | 1570 | 1477 | 1472 | 1447 |
|               | 2001 | 2004 | 2006 | 2009 | 2011 | 2014 | 2016 | 2019 | 2021 | 2024 |